# Jelcz 120MM/2
Jelcz 120MM/2 – autobus miejski, produkowany w latach 1998-2003 przez polską firmę Jelcz.

## Historia modelu
Jest to kolejna odmiana rodziny 120M. Pojazd ten wyposażony został w spełniający normę czystości spalin Euro-2 niemiecki silnik MAN D0826 LUH12 o mocy maksymalnej 220 KM oraz 3 lub 5-biegową automatyczną skrzynię biegów. Z przodu stosowano oś Jelcz NZ6A1, zaś z tyłu oś Jelcz MT 1032.A.
Poza zastosowaną jednostką napędową oraz skrzynią biegów model ten nie różni się zastosowanymi rozwiązaniami technicznymi od innych wozów tej serii.
Pod koniec 2003 roku zaprezentowany został Jelcz M120MM/3, który był bezpośrednim następcą modelu 120MM/2.

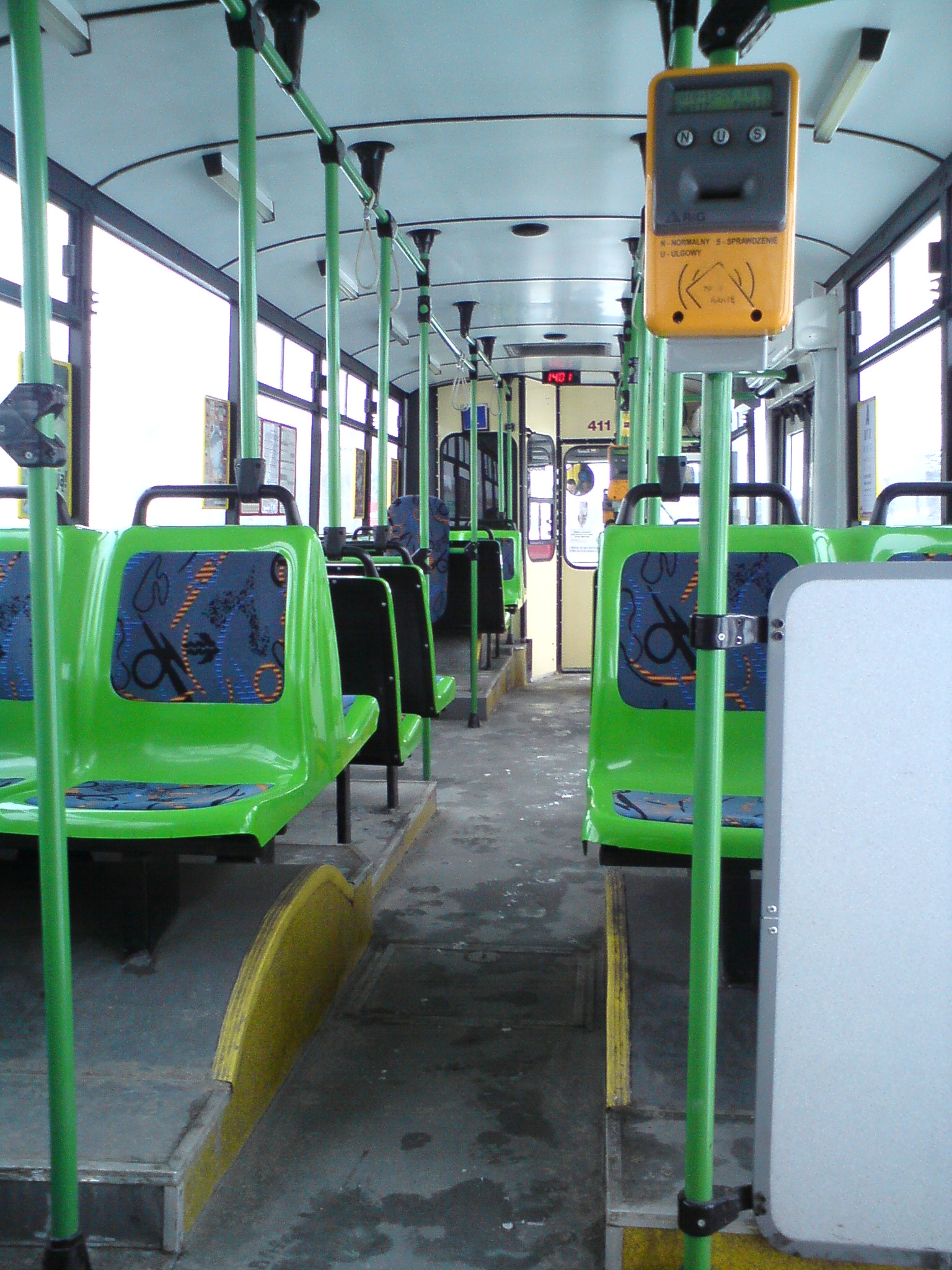
Wnętrze autobusu